# Villa Serbelloni
La villa Serbelloni est une villa historique située dans la commune de Bellagio en Lombardie.

## Histoire
On suppose que la villa Serbelloni est construite dans le même endroit où en époque romaine se dressait la villa Tragedia de Pline le Jeune.
Transformé en château fort au cours du Moyen Âge, le bâtiment est ensuite abandonné pour devenir un repaire de brigands qui exploitent sa position entre les deux bras du lac de Côme, puis est détruit par Galeazzo Visconti. Sur les ruines du château, au XVe siècle, le commandeur de l'abbaye de Piona, située sur l'autre rive du lac, fait construire une résidence rurale.
En 1489, la propriété passe aux mains de Marchesino Stanga, ami personnel de Ludovic Sforza, qui entreprend immédiatement la transformation de la résidence en un palais noble. Au début du XVIe siècle, la propriété est transférée à la famille des Sfondrati, puis, en 1788, aux Serbelloni.
Acquise par le Grand Hotel Bellagio en 1905, la villa est convertie en une annexe de l'hôtel, qui change de nom pour devenir le « Grand Hôtel Villa Serbelloni ». En 1930, la villa est achetée par la milliardaire américaine Ella Walker, épouse du prince Alexander Karl von Thurn und Taxis. À son décès en 1959, la princesse lègue la villa à la fondation Rockefeller de New York, qui en assure toujours la propriété.

## Description
La propriété se dresse en position dominante sur le lac de Côme dans la commune de Bellagio. Elle est composée d'un parc arboré (plus de 150 espèces de tous les continents qui se sont acclimatés grâce au microclimat du lac de Côme) de plus de 21 hectares.